# Маринування

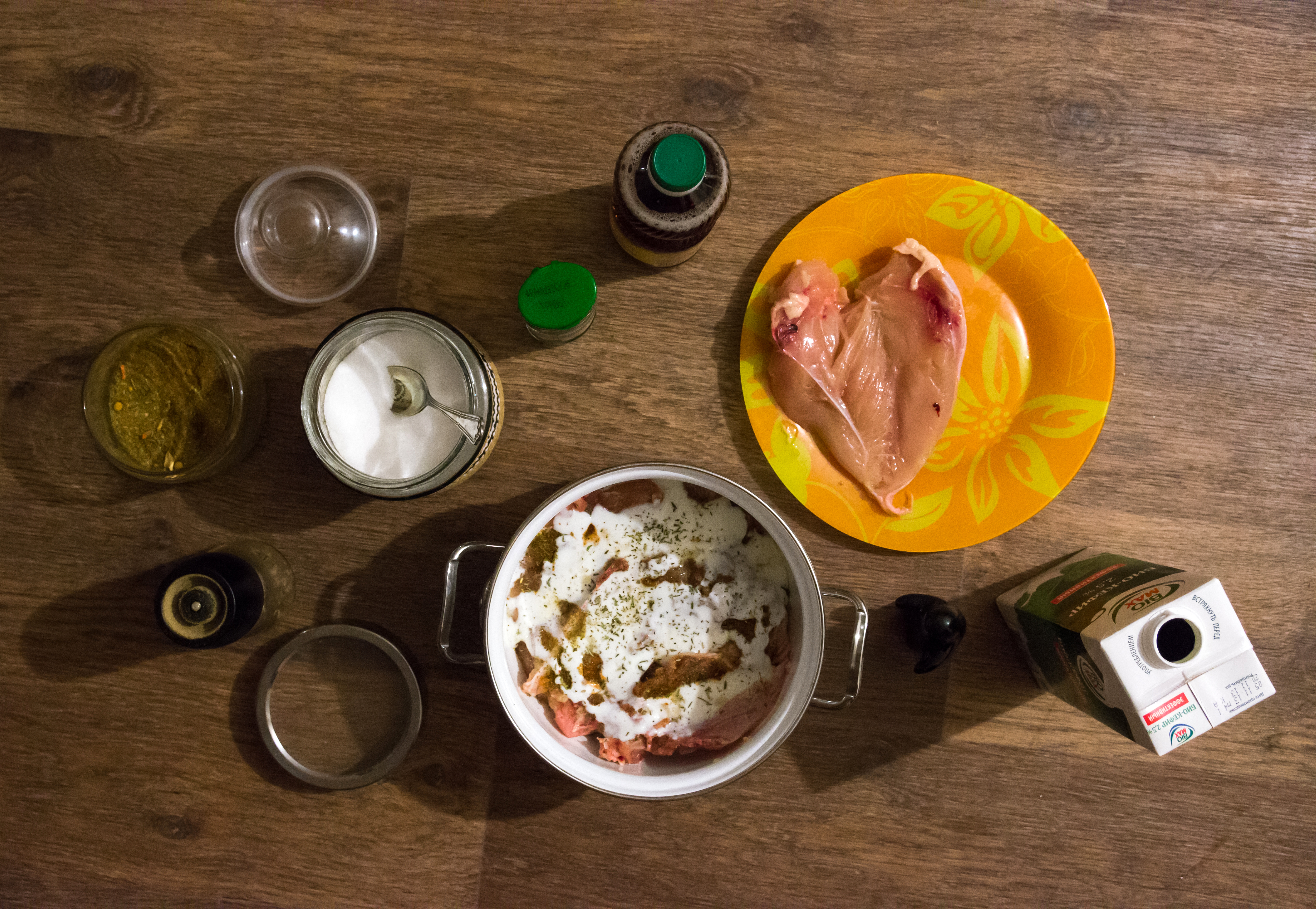
Маринування м'яса

Маринува́ння, ме́ження або межі́ння (фр. mariner — класти в солону воду, маринувати) — спосіб консервування харчових продуктів, заснований на дії кислоти (часто оцтової), яка в певних концентраціях (0,5-2 %) і особливо в присутності  кухонної солі пригнічує життєдіяльність багатьох мікроорганізмів, які викликають псування.
Спосіб консервування харчових продуктів із застосуванням цукру в складі заливки  — маринаду.

## Додаткові умови маринування
Допустимі в смаковому відношенні концентрації кислоти за певних умов не вберігають продукт від розвитку деяких видів цвілі, дріжджів та бактерій. Тому для збереження продуктів застосовують додавання кухонної солі, пастеризацію, зберігання при зниженій (не вище 4°С) температурі в закритій тарі без доступу повітря.

## Продукти, що піддаються маринуванню
Маринуванню піддають плоди, овочі, гриби, рибу, м'ясо.

## Підготовка до маринування
При підготовці до маринування продукти сортують за якістю та розмірами, миють, а в багатьох випадках також чистять і ріжуть, потім маринують у свіжому вигляді (деякі плоди і ягоди) або попередньо проварюють (бланширують), укладають у тару і заливають маринадом, звареним з додаванням цукру, прянощів, солі (для плодів без солі).

## Галерея

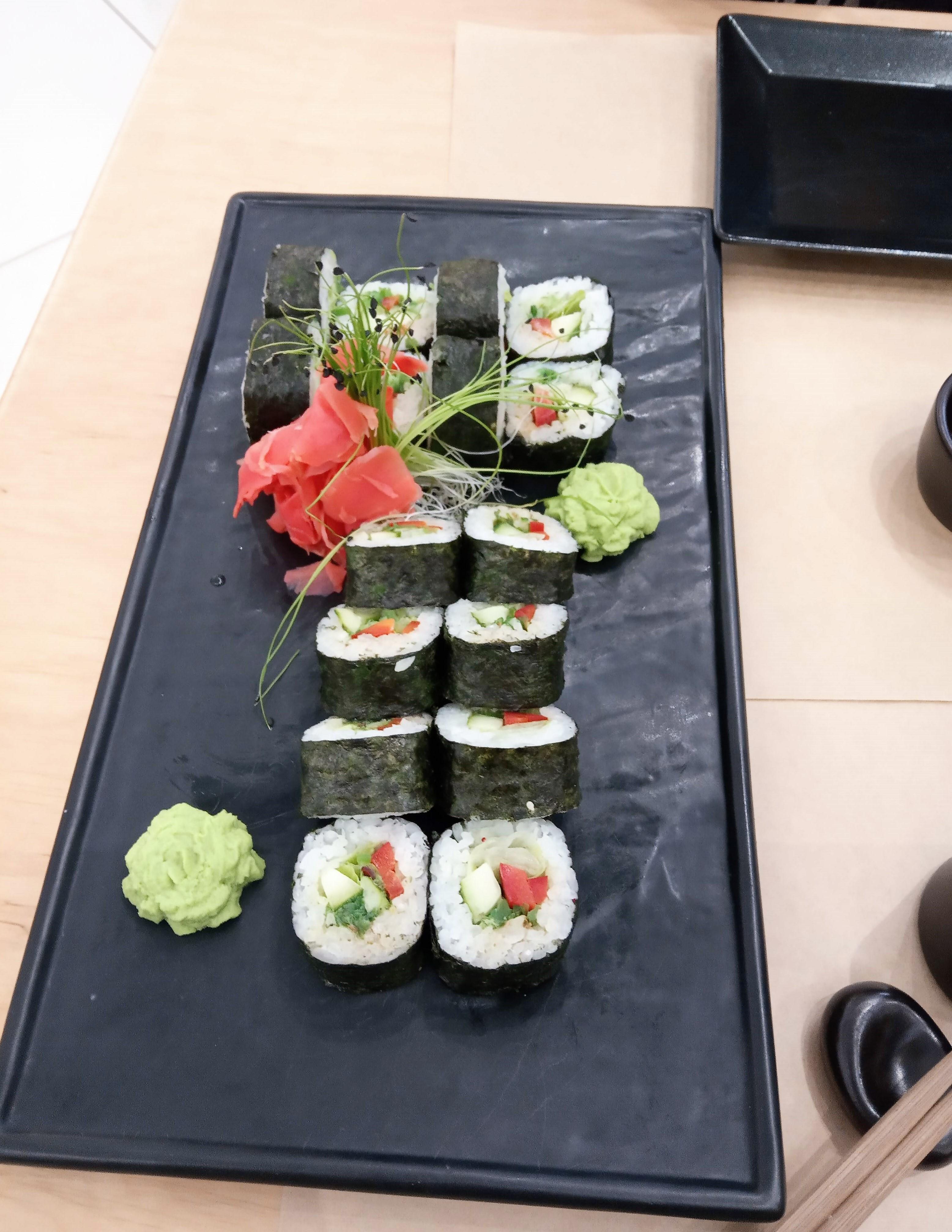
Суші Макі Овочевий із кунжутовим соусом, маринованим імбирем та васабі. Чернігів, 2020
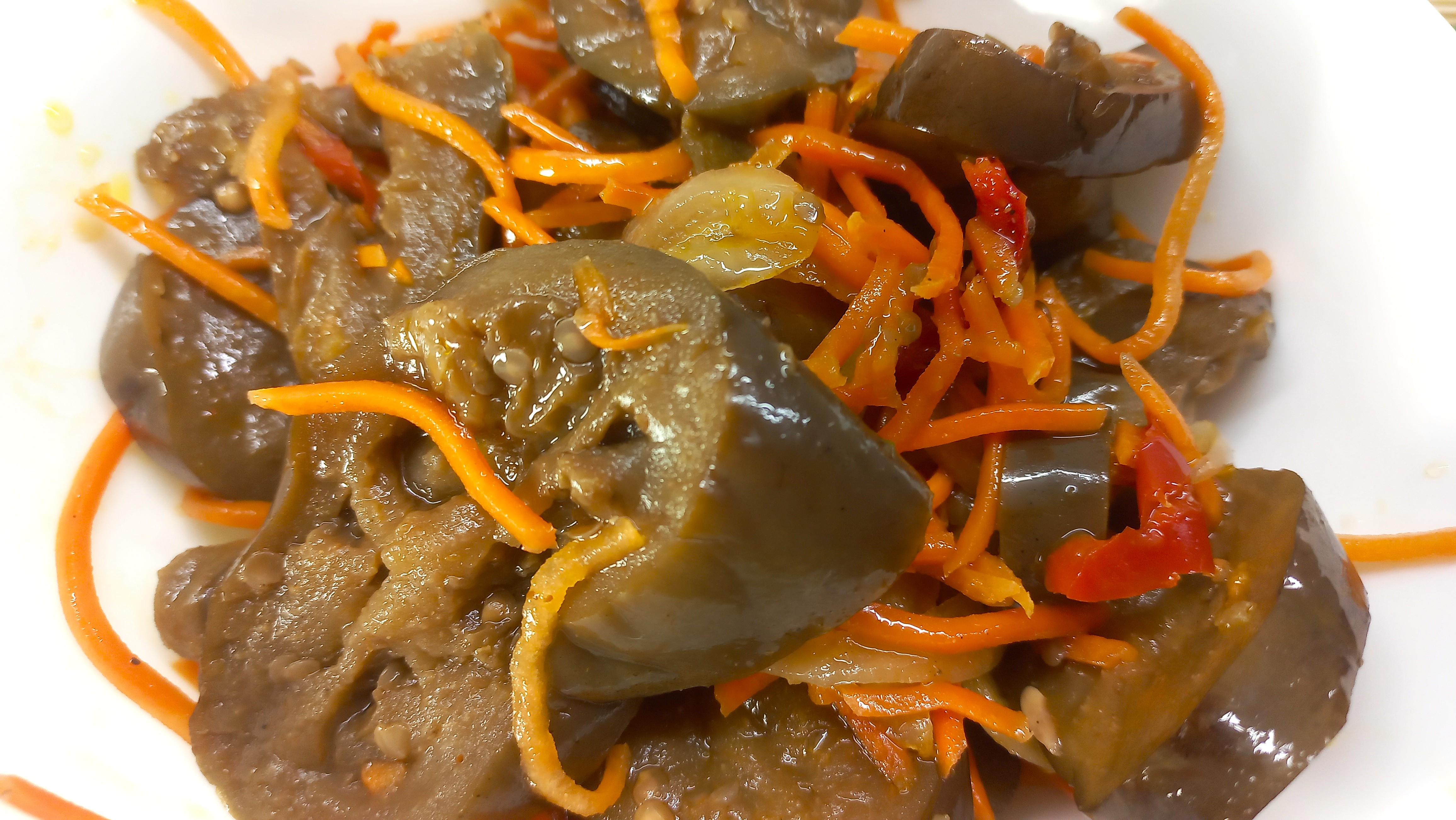
Мариновані баклажани з морквою, перцем та часником
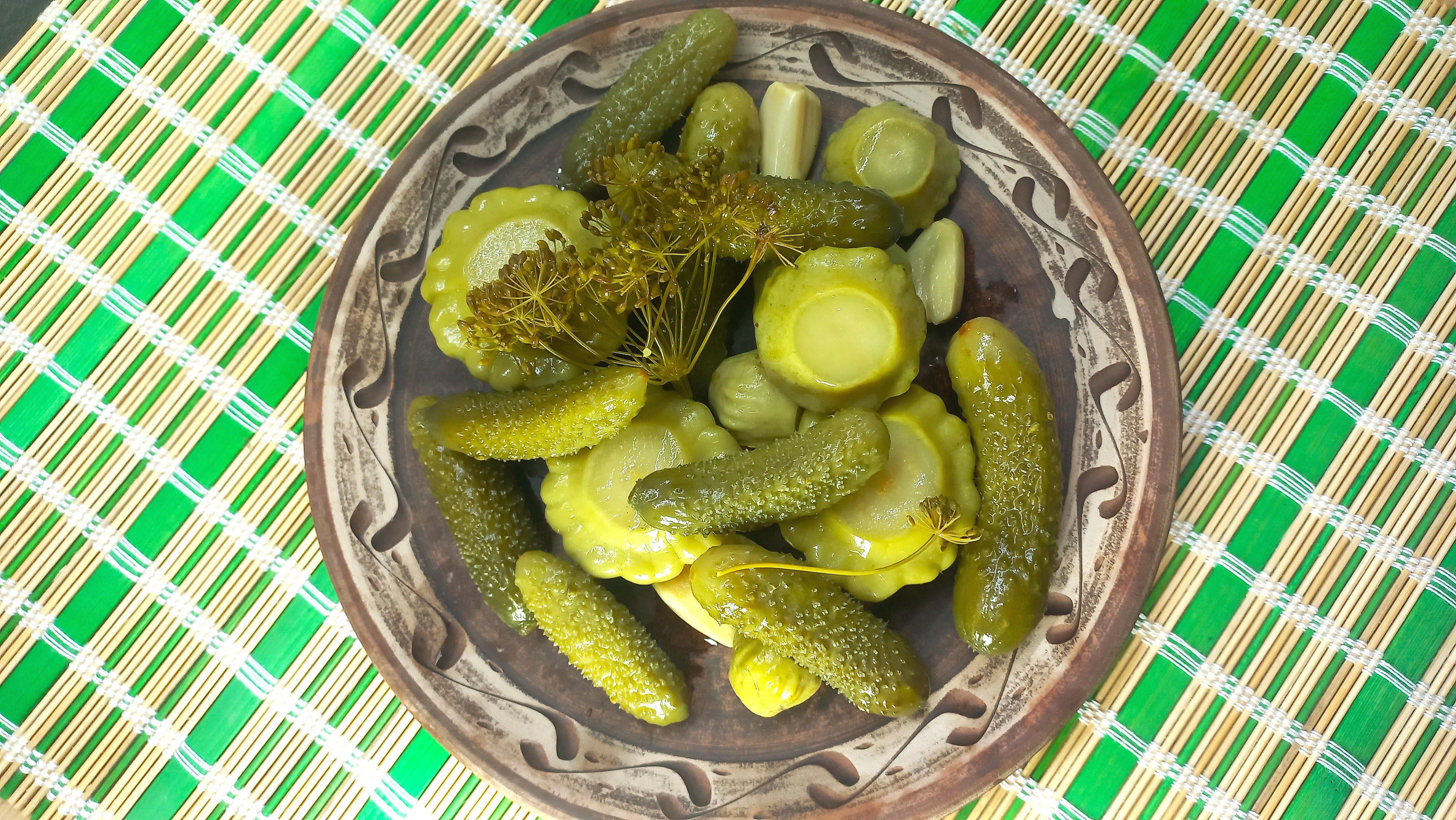
Мариновані патисони з корнішонами